# Phlocteis
Phlocteis es un género de escarabajos de la familia Buprestidae.

## Especies
- Phlocteis cyaniventris Kerremans, 1898
- Phlocteis exasperata (Swartz, 1817)
- Phlocteis hova Thery, 1937
- Phlocteis humeralis (Waterhouse, 1887)
- Phlocteis quadricornis (Fairmaire, 1892)